# 攻殻機動隊 THE HUMAN ALGORITHM
『攻殻機動隊 THE HUMAN ALGORITHM』（こうかくきどうたい ヒューマン アルゴリズム）は、藤咲淳一（脚本）、吉本祐樹（漫画）による日本の漫画。『コミックDAYS』（講談社）にて2019年9月16日より連載開始。本作は全108話で構成され、2025年4月21日に完結した。
攻殻機動隊生誕30周年を記念して連載を開始したオリジナルストーリーで、攻殻機動隊1.5 HUMAN-ERROR PROCESSERの後の世界を描いている…とされているが、士郎正宗は企画に関わっていないため、原作版とは設定やキャラの性格が全く異なっている。

## あらすじ
草薙素子を含む義体が不法投棄された事件の捜査に、公安9課が乗り出した事により物語は始まる。

## 登場人物

### 公安9課
草薙素子

トグサ
ツナギと組んで素子の義体が発見された地へ赴き、発見現場近くを拠点にしている宗教団体アテルイの調査に乗り出す。
荒巻大輔
課長。今回の事件を9課のみで独自調査することを決定する。
バトー
オキナワに潜入調査を命ぜられるが、抗争に巻き込まれる。
イシカワ
オキナワで潜入調査中。
サイトー
対白熊としてトグサに加勢する。
パズ
神子元の警護を担当する。
ボーマ
パズーと同じく、神子元の警護を担当する。
アズマ
若手課員。アテルイの信者として潜入する事を命ぜられる。
ツナギ
新人課員である若い女性。元霊能局員の霊能力者で、電脳化していない。

### その他
神子元 シンラ（みこもと シンラ）
義体化推進派の議員。物語冒頭に遠隔された義体の集団に襲われる。
白熊
山奥に棲む屈強の大男のハンターでアテルイに都合の悪い元者を次々と殺害する。白いカラスを従えている。ワカイと幼少の頃から繋がりがある。
階上 マリ（はしかみ マリ）
シンラの妹だが、親の事情で名字が異なる。養父がアテルイの信者で素子と同じく不法投棄されていた。
階上 承（はしかみ しょう）
オオサキ重工の整備士。
ワカイ
義体化に反対する東北の宗教団体アテルイの導師。

## 書誌情報
- 藤咲淳一（脚本） / 吉本祐樹（漫画） 『攻殻機動隊 THE HUMAN ALGORITHM』 講談社〈KCデラックス〉、全8巻
  1. 2020年4月20日発売[3][4]、ISBN 978-4-06-519209-2
  2. 2021年4月14日発売[5]、ISBN 978-4-06-522932-3
  3. 2022年2月18日発売[6]、ISBN 978-4-06-526834-6
  4. 2022年9月20日発売[7]、ISBN 978-4-06-529073-6
  5. 2023年5月18日発売[8]、ISBN 978-4-06-531706-8
  6. 2024年2月20日発売[9]、ISBN 978-4-06-534624-2
  7. 2024年11月20日発売[10]、ISBN 978-4-06-537605-8
  8. 2025年6月19日発売[11]、ISBN 978-4-06-539953-8